# Goðafoss

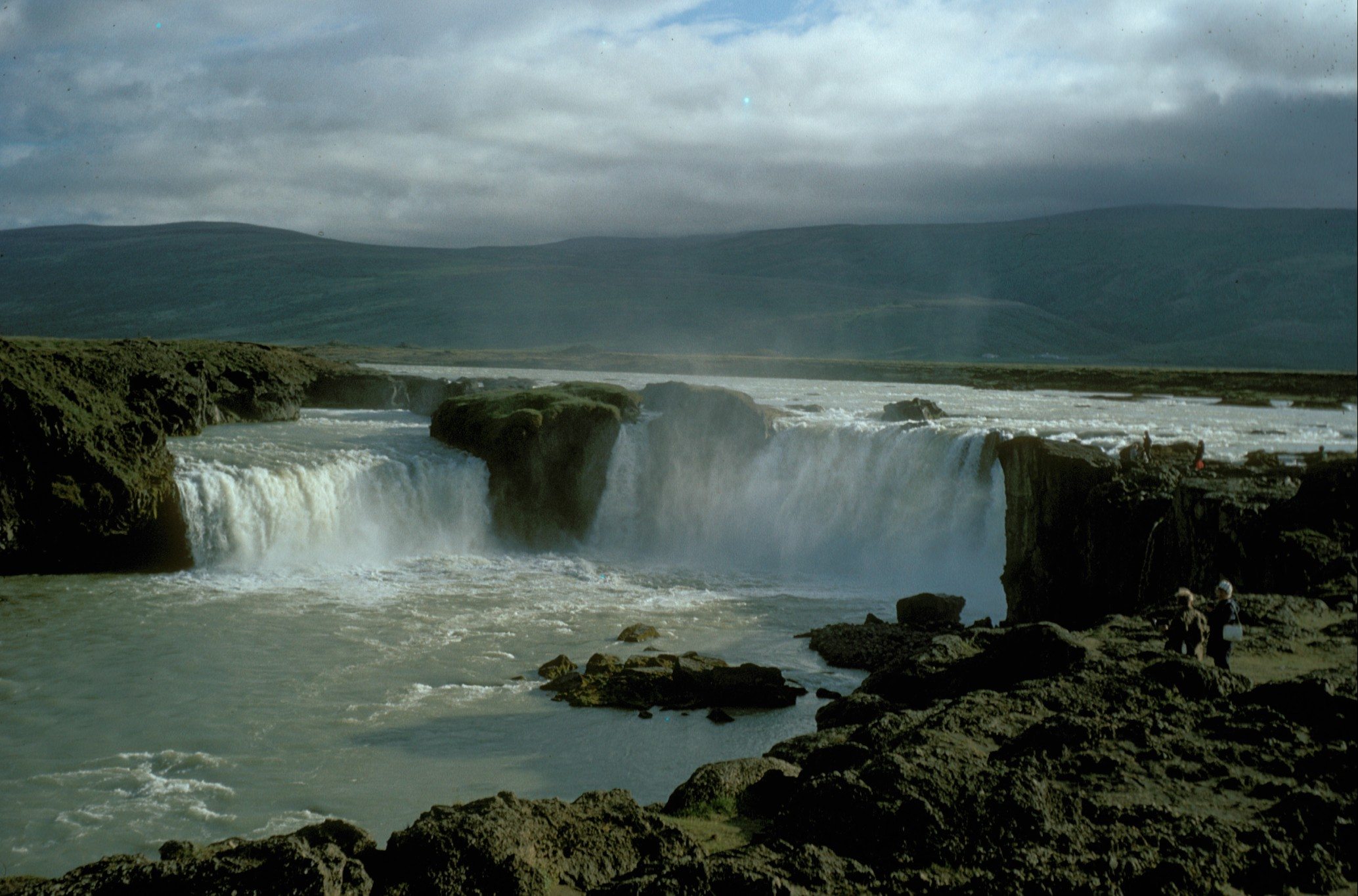
Goðafoss

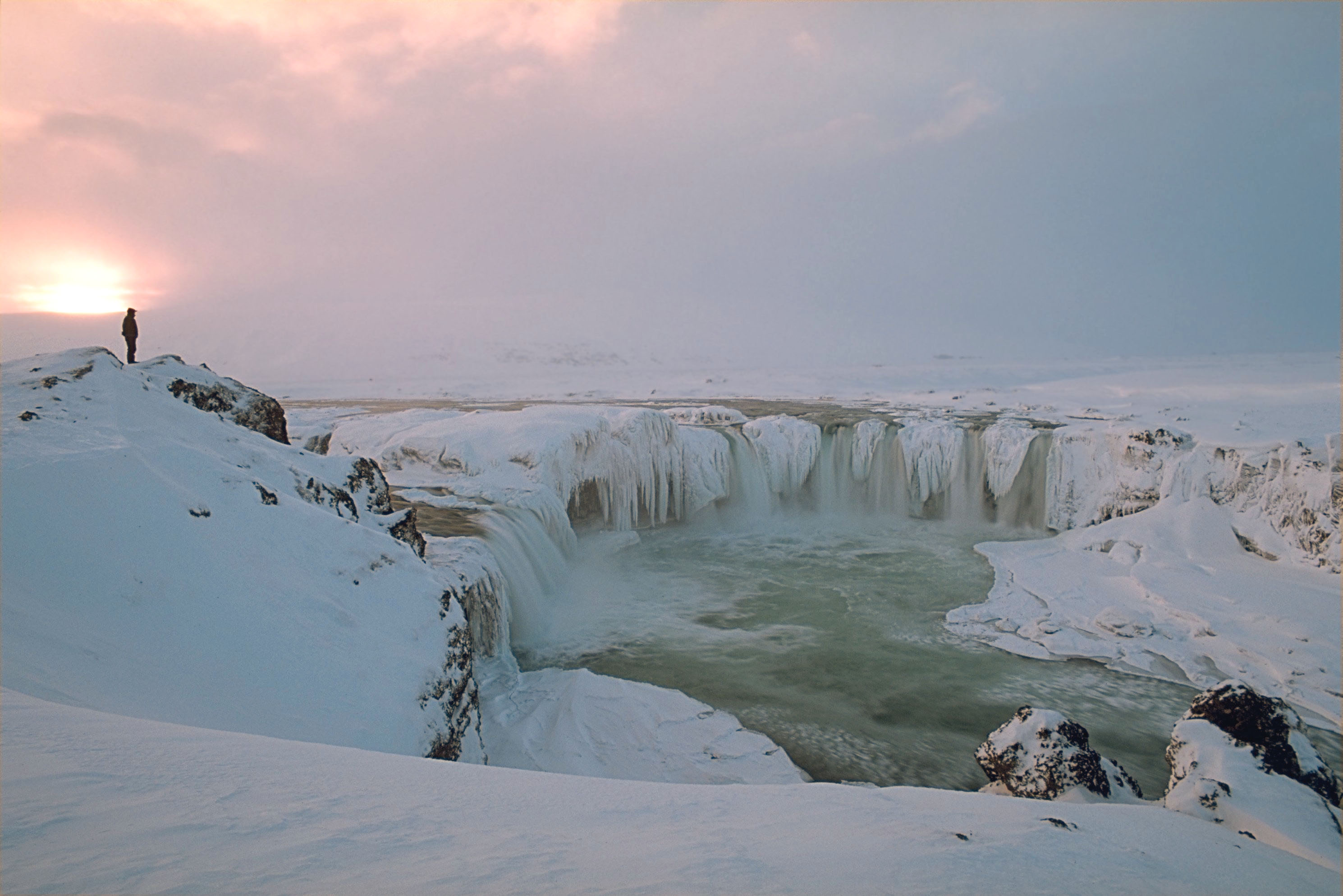
Goðafoss på vintern

Goðafoss är ett vattenfall på nordöstra Island. Fallet är 12 meter högt och 30 meter brett.